# Episodi di Star Trek: Lower Decks (seconda stagione)
La seconda stagione della serie animata Star Trek: Lower Decks è stata trasmessa dalla Paramount+ dal 12 agosto al 14 ottobre 2021.
In Italia, la stagione è stata pubblicata su Prime Video a partire dal 13 agosto 2021, il giorno seguente la messa in onda in lingua originale.
| nº | Titolo originale             | Titolo italiano                    | Pubblicazione USA | Pubblicazione Italia |
| -- | ---------------------------- | ---------------------------------- | ----------------- | -------------------- |
| 1  | Strange Energies             | Strane energie                     | 12 agosto 2021    | 13 agosto 2021       |
| 2  | Kayshon, His Eyes Open       | Kayshon, a occhi aperti            | 19 agosto 2021    | 20 agosto 2021       |
| 3  | We'll Always Have Tom Paris  | Avremo sempre Tom Paris            | 26 agosto 2021    | 27 agosto 2021       |
| 4  | Mugato, Gumato               | Mugato, Gumato                     | 2 settembre 2021  | 3 settembre 2021     |
| 5  | An Embarrassment of Dooplers | La vergogna dei Doopler            | 9 settembre 2021  | 10 settembre 2021    |
| 6  | The Spy Humongous            | La spia tra di noi                 | 16 settembre 2021 | 17 settembre 2021    |
| 7  | Where Pleasant Fountains Lie | Il pianeta delle piacevoli fontane | 23 settembre 2021 | 24 settembre 2021    |
| 8  | I, Excretus                  | Io, Excretus                       | 30 settembre 2021 | 1 ottobre 2021       |
| 9  | wej Duj                      | wej Duj                            | 7 ottobre 2021    | 8 ottobre 2021       |
| 10 | First First Contact          | Primo primo contatto               | 14 ottobre 2021   | 15 ottobre 2021      |

## Strane energie
- Titolo originale: Strange Energies
- Diretto da: Jason Zurek, Barry J. Kelly
- Scritto da: Mike McMahan, Kathryn Lyn

### Trama
La USS Cerritos sta completando il secondo contatto con il pianeta Apergos quando Beckett Mariner, figlia del capitano Carol Freeman, scopre un antico sistema di difesa mentre sta pulendo degli edifici. Il sistema attacca Mariner con un raggio di energia che finisce per colpire invece il primo ufficiale Jack Ranson, conferendogli poteri divini. D'Vana Tendi è preoccupata per il suo amico Sam Rutherford: teme che la sua personalità sia stata drasticamente alterata dalla perdita di memoria dovuta alla rimozione del suo vecchio impianto cibernetico, sostituito con uno nuovo. Tenta di ripararlo usando la sua attrezzatura medica, finendo per spaventarlo. Tendi decide così di adottare misure più estreme, ma presto si rende conto di stare esagerando e confida all'amico di aver agito così per paura di non piacergli più. Nel frattempo i superpoteri acquisiti da Ransom lo fanno impazzire: invia la sua gigantesca testa nello spazio per attaccare la Cerritos. Sulla superficie del pianeta, intanto, Mariner prende a calci il suo corpo senza testa colpendolo nel cavallo dei pantaloni e facendo sì che i suoi poteri svaniscano, riportandolo alla normalità. Nel frattempo sulla USS Titan, Brad Boimler ha difficoltà a inserirsi prestando servizio sotto il capitano William Riker.
- Guest star: Jonathan Frakes (William Riker)
- Altri interpreti: Phil LaMarr (ammiraglio Freeman), Lauren Lapkus (Jen)

## Kayshon, a occhi aperti
- Titolo originale: Kayshon, His Eyes Open
- Diretto da: Barry J. Kelly, Kim Arndt
- Scritto da: Mike McMahan, Chris Kula

### Trama
Alla Cerritos viene assegnato il compito di catalogare la collezione di un importante membro della Gilda dei Collezionisti, Kerner Hauze, da poco deceduto. Il nuovo capo della sicurezza, Kayshon, il primo Tamariano della Flotta Stellare che ha ancora qualche difficoltà di linguaggio, si unisce alla squadra di sbarco assieme ai guardiamarina Mariner, Tendi, Rutherford e Jet Manhaver, che ha preso il posto di Boimler e fa sentire Mariner minacciata nel suo ruolo di "leader" del gruppo. Nel frattempo sulla Titan, Boimler aiuta una squadra di sbarco a salvarsi da una missione pericolosa, ma viene accidentalmente clonato dal teletrasporto quando riportato sull'astronave. Per una disattenzione di Mariner, il sistema antifurto del collezionista inizia ad attaccare la squadra di sbarco che cerca di fuggire, mentre Kayshon viene trasformato in una bambola di pezza. Il capitano Freeman non fa la verifica con il team, da quando la sua autorità è stata criticata per la gestione del tempo. Mahnhaver e Mariner si scontrano sulle differenti strategie adottate per fuggire al sistema antifurto, prima di rendersi conto che devono lasciare Rutherford e Tendi a prendere il controllo. A bordo della Titan viene deciso che uno dei due Boimler tornerà sulla Cerritos, con il nome di Brad, mentre il suo duplicato rimarrà sulla Titan con il nome di William, in omaggio al capitano Riker.
- Guest star: Jonathan Frakes (William Riker)
- Altri interpreti: Carl Tart (Kayshon)
- Nella collezione di Hauze si possono notare numerosi oggetti (e scheletri di personaggi) apparsi nella serie originale e nelle successive; inoltre si possono intravedere il rover Curiosity e un Nintendo Switch.

## Avremo sempre Tom Paris
- Titolo originale: We'll Always Have Tom Paris
- Diretto da: Barry J. Kelly, Bob Suarez
- Scritto da: Mike McMahan, M. Willis

### Trama
L'ufficiale medico T'Ana invia Tendi in missione sul pianeta Cait per recuperare un importante cimelio di famiglia e Mariner si unisce a lei. Dopo aver recuperato una vecchia scatola, le due decidono di curiosare all'interno e vi trovano un "messaggero caitiano della libido", una statua di legno che i Caitiani come T'Ana usano quale "sex toy" per alleviare il loro annuale bisogno di fare sesso. Nel farlo le due rompono accidentalmente la statua e per ripararlo Tendi decide di ricorrere a un pirata orioniano suo amico. Si recano in una base di pirati orioniani, dove Mariner si camuffa dipingendosi di verde, ma viene scoperta e le due devono sfuggire ai pirati e nel farlo fanno ulteriormente a pezzi la statua caitiana. Consegnata la statua a T'Ana, Tendi scopre che in realtà a lei interessava solamente il contenitore, per potervisi accucciare all'interno. Nel frattempo Rutherford scopre che l'ufficiale tattico bajoriano Shaxs, che si era sacrificato per salvargli la vita, in realtà è inspiegabilmente vivo ed è tornato a bordo della Cerritos. Gli viene assicurato che i membri della plancia muoiono e ritornano in vita in diversi modi abbastanza spesso, ma la spiegazione non è sufficiente e vuole scoprire come abbia fatto Shaxs a sopravvivere. Quando finalmente riesce a chiederglielo, Shaxs gli confessa qualcosa di così orribile che Rugherford è segnato per sempre. Nel contempo il tenente Tom Paris viene a far visita alla Cerritos, Boimler vuole fargli autografare un suo piatto commemorativo, ma ha problemi con il computer di bordo che non lo riconosce ancora, dopo che sono stati modificati i protocolli di sicurezza della nave mentre lui era assente. Si trova così costretto a strisciare lungo i tubi di Jefferies per accedere alla plancia, dove alla fine viene scambiato per un Kazon da Tom Paris, ma riesce a ottenere il suo autografo.
- Guest star: Robert Duncan McNeill (Tom Paris)
- Altri interpreti: Lauren Lapkus (Jen)

## Mugato, Gumato
- Titolo originale: Mugato, Gumato
- Diretto da: Jason Zurek
- Scritto da: Mike McMahan, Ben Rodgers

### Trama
Quando un raro Mugato viene segnalato su un pianeta in cui non dovrebbe trovarsi, la Cerritos viene inviata a indagare. Mariner, Boimler e Rutherford si uniscono a Shaxs e alla squadra di sbarco, ma non prima che Boimbler e Rutherford apprendano dal barista dell'astronave che Mariner potrebbe essere una spia della Sezione 31. La squadra scopre molti Mugato tenuti prigionieri da bracconieri ferengi che ne rivendono le corna. La squadra attacca così i Ferengi e i Mugato vengono liberati. Boimler e Rutherford si perdono nel caos. L'acquirente dei corni tenta di fuggire e viene catturato dalla Cerritos, che accidentalmente distrugge la sua nave. Il capitano Freeman lo risarcisce, affidandogli una navetta e alcuni oggetti di valore, prima di scoprire che si tratta di un truffatore. Boimler e Rutherford trovano Mariner che li convince di non essere una spia. Insieme dissuadono i Ferengi dal tenere in cattività e uccidere i Mugato per rivenderne le corna, trasformando il pianeta in una sorta di parco zoologico, così da poterne trarre maggiore profitto. Nel frattempo sulla Cerritos, Tendi scansiona gli ufficiali che hanno evitato le visite mediche, inclusa la stessa dottoressa T'Ana che sperava che Tendi non fosse stata in grado di completare l'incarico affidatole.
- Altri interpreti: Phil LaMarr (ammiraglio Freeman)

## La vergogna dei Doopler
- Titolo originale: An Embarrassment of Dooplers
- Diretto da: Kim Arndt
- Scritto da: Dave Ihlenfeld, David Wright

### Trama
Mariner e Boimler vogliono scoprire dove si trova un ricevimento molto esclusivo riservato solo agli alti ufficiali della flotta. Nel frattempo il capitano Freeman è alle prese con un alieno molto insicuro, un Doopler, il cui imbarazzo può provocarne la duplicazione per divisione. La prudenza tenuta dall'equipaggio nel trattare il Doopler però non è sufficiente, perché un commento non appropriato provoca l'imbarazzo dell'alieno che inizia a duplicarsi in modo esponenziale fino a riempire tutti i ponti della nave del proprio duplicato. Esasperata, Freeman lo rimprovera accesamente, scoprendo che un atteggiamento duro e gli insulti provocano la rabbia dei Doopler che ha come conseguenza il riassorbimento dei duplicati. Nel frattempo, Boimler e Mariner scoprono il luogo del ricevimento: Boimler cerca di accedervi, spacciandosi per il suo duplicato della USS Titan, portando con sé Mariner come il suo "più uno", ma a questa viene impedito di entrare perché agli equipaggi delle navi della classe California, di cui la Cerritos fa parte, non è permesso accedere al ricevimento. Boimler e Mariner si rifugiano così in un bar dove scoprono un'incisione sul bancone con i nomi "Kirk & Spock": il bar era infatti il luogo dove i due celebri ufficiali dell'Enterprise si erano rifugiati un secolo prima sgattaiolando via dal ricevimento. Nel frattempo anche il capitano Freeman e gli altri ufficiali della plancia della Cerritos hanno raggiunto il ricevimento, scoprendo di esserne esclusi e finendo anche loro nel bar.
- Altri interpreti: Tom Kenny (Malvus), Richard Kind (Doopler)

## La spia tra di noi
- Titolo originale: The Spy Humongous
- Diretto da: Bob Suarez, Barry J. Kelly
- Scritto da: Mike McMahan, John Cochran

### Trama
Il capitano Freeman e il tenente Shax si recano sul pianeta dei Pakled per stipulare una tregua con loro per conto della Federazione. Ma un Pakled di nome Rumdar fugge dal pianeta per chiedere asilo sulla Cerritos, si tratta però di una spia, come ben presto avranno modo di scoprire il comandante Ransom e il tenente Kayshon, che lo porteranno in giro per la nave senza fargli scoprire alcun segreto. Nel frattempo Tendi si è offerta volontaria assieme a Mariner e Rutherford per "Il giorno del risanamento anomalie" a bordo della Cerritos, che comprende ripulire la nave da manufatti anomali in grado di provocare effetti collaterali all'equipaggio. Boimler però si allontana dal gruppo in sala mensa per unirsi al Club delle Maglie Rosse, un circolo esclusivo di guardiamarina che mirano al comando capeggiato da Casey. Le Maglie Rosse plasmano il carattere di Boimler per farlo puntare con maggiore convinzione a un ruolo di comando, ma quando Tendi si trasforma in uno scorpione a causa di una scatola aliena che trasforma le persone in base al loro umore, si rende ridicolo per farla ridere e farla tornare normale. Questo ne comporta l'esclusione da parte di Casey, al quale tuttavia le altre "Maglie Rosse" voltano le spalle quando si rendono conto che il suo comportamento non è di alcuna utilità, snobando gli altri guardiamarina. Nel frattempo il capitano Freeman, presa in giro dai Pakled, inganna Rumdar, così da fargli rivelare i veri piani dei Pakled, ovvero spedire una bomba sulla Terra, informazione che passa alla Flotta Stellare così da neutralizzare i Pakled.
- Altri interpreti: Rich Fulcher (Rumdar), Carl Tart (Kayshon), Neil Casey (Casey), Phil LaMarr (ammiraglio Freeman), Lauren Lapkus (Jennifer)

## Il pianeta delle piacevoli fontane
- Titolo originale: Where Pleasant Fountains Lie
- Diretto da: Jason Zurek
- Scritto da: Mike McMahan, Garrick Bernard

### Trama
A Mariner e Boimler viene affidata la missione di scortare il computer malvagio Agimus al Daystrom Institute, dove verrà tenuto al sicuro, ma la loro navetta precipita su un pianeta deserto. Il computer cerca in tutti i modi di convincere i due a collegarlo al computer di una nave abbandonata così da permettergli di prendere il comando e scatenare una nuova guerra. Boimler sembra inizialmente cedere alle lusinghe del computer, ma si tratta in realtà di un trucco per poter attivare un segnale di soccorso e lo collega solamente al controllo delle luci. Nel frattempo l'astronave della regina Paolana Billups del pianeta Hysperia, una colonia umana in stile rinascimentale, madre del tenente comandante Andarithio "Andy" Billups, ingegnere capo della Cerritos, incontra l'astronave del capitano Freeman chiedendo soccorso per un problema al motore. Durante la riparazione il motore apparentemente esplode, dando per morti sia la regina Paolana che il guardiamarina Rutherford, affiancato a Billups nell'operazione. Andy Billups si rassegna suo malgrado ad avere un rapporto sessuale e diventare re di Hisperia. Ma si tratta di un trucco e Tendi scopre che Rutherford e la regina sono vivi. Rutherford corre a fermare Billups dal perdere la verginità, ma per problemi di impotenza questi non aveva ancora consumato e ritorna così felicemente al suo incarico a bordo della Cerritos.
- Altri interpreti: June Diane Raphael (Regina Paolana Billups), Jeffrey Combs (Agimus)

## Io, Excretus
- Titolo originale: I, Excretus
- Diretto da: Kim Arndt, Barry J. Kelly
- Scritto da: Mike McMahan, Ann Acacia Kim

### Trama
La Flotta Stellare invia sulla Cerritos l'istruttrice Shari yn Yem, una Pandroniana, per fare dei test all'equipaggio dopo che gli ufficiali della nave stellare avevano dimenticato i quattro guardiamarina Mariner, Boimler, Tendi e Rutherford su un satellite in riparazione, per rispondere a una richiesta di soccorso. Tutti i ruoli vengono scambiati: gli ufficiali della plancia si ritrovano a svolgere i ruoli dei guardiamarina dei ponti inferiori e viceversa. Vengono loro assegnati dei test su ponti olografici e tutti falliscono tranne Boimler, che si ritrova nella simulazione di un cubo Borg in cui deve riuscire a non farsi assimilare, ma non soddisfatto del proprio punteggio, riesegue la simulazione più e più volte per ottenere il massimo del punteggio. Nel frattempo il capitano Freeman e la guardiamarina Mariner scoprono che Shari yn Yem ha manomesso le simulazioni per far fallire tutto l'equipaggio della Cerritos, che così sarebbe stato riassegnato, per confermare l'utilità del suo ruolo, altrimenti destinato a venir eliminato. Così, poiché grazie a Boimler che sta ripetendo la propria simulazione, il test non è ancora terminato, Freeman riesce a convincere Shari yn Yem a rivedere i propri punteggi e confermare la preparazione dell'equipaggio della Cerritos, mentre Boimler, nella sua simulazione, viene infine assimilato dalla Regina Borg, assumendo il nome di Excretus.
- Guest star: Alice Krige (Regina Borg).
- Altri interpreti: Phil LaMarr (ufficiale comandante; drone Borg; ufficiale dell'hangar spaziale), Lauren Lapkus (Jennifer), Lennon Parham (Shari yn Yem; computer), Marc Evan Jackson (ufficiale olografico; Vendome olografico)

## wej Duj
- Titolo originale: wej Duj
- Diretto da: Bob Suarez, Barry J. Kelly
- Scritto da: Mike McMahan, Kathryn Lyn

### Trama
Sulla Cerritos, Mariner, Tendi, Rutherford e Boimler hanno un giorno libero, ma mentre i primi tre devono trascorrerlo con degli ufficiali di plancia, Brad non sa che pesci pigliare, e così si aggrega a Ramson fingendo di essere hawaiano come il comandante. 
Sullo sparviero klingon IKS Che'Ta', l'ufficiale dei ponti inferiori Ma'ah cerca di attirarsi le attenzioni del capitano Dorg, dopo che questi ha ucciso il suo Primo Ufficiale che non condivideva la sua linea di comando. Dorg infatti fa rotta a un incontro con i Pakled, nel quale Ma'ha, presente, viene turbato nell'apprendere che il capitano ha fornito ai Pakled armi da usare contro la Federazione: come altri suoi compatrioti visti in passato, infatti, Dorg rifiuta la pace e cerca di scatenare un conflitto sul quadrante. 
Su un incrociatore vulcaniano, lo Sh'Vahl, l'ufficiale dei ponti inferiori T'lyn viene criticata dal suo capitano e dai colleghi per le sue reazioni istintive, inconcepibili per una Vulcaniana, ma riesce a convincerli a indagare su un'anomalia nel settore, scovata grazie ai suoi esperimenti sui sensori a lungo raggio: T'lyn ha rilevato le emissioni di particelle dalle bombe varuviane donate dai Klingon ai Pakled, che rileva anche la vicina Cerritos, giungendo sul luogo del rendezvous fra le due navi. I Pakled e la Che'Ta' attaccano la Cerritos, che viene salvata dall'arrivo della Sh'Vahl, che ha potenziato i suoi scudi sempre grazie a T'Lyn. Sulla Che'Ta', Ma'ah accusa Dorg per l'alleanza disonorevole coi Pakled e la sua insubordinazione all'Alto Consiglio Klingon, uccidendolo in duello e assumendo il ruolo di capitano. Ordina di ritirarsi mentre anche i Pakled fuggono. Nonostante il suo successo, T'lyn viene punita per le sue continue trasgressioni emotive e viene trasferita su una nave della Flotta Stellare, dove può dare sfogo al suo istinto, ben più tollerato dagli Umani.
Sulla Cerritos, Boimler confessa a Ramson di non essere hawaiano, ma il Primo Ufficiale lo consola: aveva mentito, nemmeno lui lo è.
- Altri interpreti: Robin Atkin Downes (ufficiale klingon/Togg), Joy Brunson (Shara), Jon Curry (Mach), Colton Dunn (Capitano Dorg), Rich Fulcher (Pakled/Rebner), Marc Evan Jackson (Vendome), Jessica Lowe (T'gai/Hawaiian'er), Jessica McKenna (Barnes), Nolan North (T'im/capitano Sokel/cadetto), Gabrielle Ruiz (T'lyn), Carl Tart (Kayshon), Kari Wahlgren (Key'lor/ufficiale vulcaniano), Sean Walton (G'reck)
- Il titolo dell'episodio, in lingua klingon, significa ‘tre navi’.[1]

## Primo primo contatto
- Titolo originale: First First Contact
- Diretto da: Jason Zurek
- Scritto da: Mike McMahan, Kathryn Lyn

### Trama
La Cerritos è assegnata all'assistenza della USS Archimedes del capitano Sonya Gomez in una missione di primo contatto nel pianeta Lapeeria. Un brillamento del sole del sistema lapeeriano fa esplodere un planetoide radioattivo; l'Archimedes viene colpita in pieno dai detriti e perde completamente la potenza, venendo trascinata nel pozzo gravitazionale di Lapeeria. Nel frattempo, a Freeman è stata offerta una promozione che la toglierà dal comando della Cerritos; venutolo a sapere casualmente, Mariner sparge la voce fra gli ufficiali di plancia. Tendi viene a sapere che la dottoressa T'Ana l'ha rimossa dal personale dell'infermeria e si dispera fino a quando il medico non le spiega che lì è sprecata e sarà spostata alla divisione scienze. Rutherford inizia ad avere problemi con il suo impianto cibernetico, che sta esaurendo lo spazio di archiviazione, e ammette a Billups che fa tripli backup dei suoi ricordi di Tendi perché ha paura di perderli. Quando decide di cancellare i suoi ricordi ridondanti, intravede un ricordo che suggerisce che il suo impianto cibernetico è stato installato contro la sua volontà. Su idea di Rutherford, Freeman fa smontare lo scafo esterno della Cerritos che, essendo magnetizzato, reagirebbe ai componenti ionizzati dell'asteroide distrutto: facendo così, la nave potrebbe passare indenne attraverso i detriti. Il piano ha successo e la Cerritos salva sul filo di lana l'Archimedes che era appena entrata nell'atmosfera di Lapeeria.
Mentre festeggia con l'equipaggio il suo primo primo contatto e si appresta a rifiutare il trasferimento, Freeman viene messa agli arresti con l'accusa di aver distrutto il pianeta Pakled con una bomba varuviana in combutta coi Klingon ribelli.
- Altri interpreti: Lycia Naff (capitano Gomez) Jim Piddock (comandante Mandel), Lauren Lapkus (Jennifer), Ryan Ridley (Combadge)